# Túl a sövényen
A Túl a sövényen (eredeti cím: Over the Hedge) 2006-ban bemutatott amerikai 3D-s számítógépes animációs filmvígjáték, amely a 12. DreamWorks-film. Az animációs játékfilm rendezője Tim Johnson, producerei Bonnie Arnold és Christian Kubsch. A forgatókönyvet Len Blum, Lorne Cameron, David Hoselton és Karey Kirkpatrick írta, a zenéjét Rupert Gregson-Williams szerezte. A mozifilm a DreamWorks Animation gyártásában készült, a Paramount Pictures forgalmazta. A mozifilm az azonos című amerikai képregény alapján készült. A DreamWorks stábja jegyzi, ugyanazok, akik a sikeres Shrek, Shrek 2 és Madagaszkár című filmet készítették.
Amerikában 2006. május 19-én, Magyarországon 2006. július 6-án mutatták be a mozikban.

## Rövid történet
Egy mosómedve becsap egy csomó erdei állatot, hogy segítsenek neki visszafizetni az élelem-adósságát, ezért megszállják az új kertvárosi övezetet, hogy az emberektől raboljanak élelmet.

## Cselekmény
|  | Alább a cselekmény részletei következnek! |

Stikli, a mosómedve (eredeti hangja Bruce Willis) kiválóan alkalmazkodott az emberekhez: egy autópálya-pihenőhely automatáit, szemeteseit és az asztalokon hagyott ételmaradékokat dézsmálja meg éjjelente. Ezúttal azonban nem jár sikerrel, mert az egyetlen otthagyott chipses zacskó elakad az automata adagolójában. Stikli félelmén úrrá lesz az éhség, és elhatározza, hogy a téli álma utolsó hetét alvó hatalmas fekete medve, Vince (eredeti hangja Nick Nolte) barlangjából csen eledelt. Sikerrel is jár, azonban az ott felhalmozott hatalmas mennyiségű – és természetesen emberi eredetű – étel láttán elhatalmasodik rajta a mohóság, ezért szinte minden ételt megpróbál ellopni, ám amikor már úgy érzi, végzett, Vince felébred. Mielőtt azonban megenné Stiklit, az élelemmel megpakolt kiskocsi legurul a domboldalon, és keresztülmegy rajta egy kamion.
Vince még egy hétig alussza téli álmát, és ennyi időt ad Stiklinek, hogy piros kiskocsistul és kék hűtőtáskástul összeszedje neki a tönkrement élelmet, különben megtalálja és megeszi őt. Az elkeseredett mosómedve egy újonnan épült, egyenházakból álló kertváros, az El Rancho Camelot (magyarul: A jobb élet kapuja) nevű lakópark felé veszi az irányt, hogy ott próbáljon szerencsét. Útja egy apró erdőszeleten vezet keresztül, ami megmaradt a lakópark építése után. Itt ekkoriban ébred fel egy kis, családias közösség: Verne, a megfontolt teknős (Garry Shandling), Hamilton/Hami, egy hiperaktív vörös mókus (Steve Carell), Stella, a mogorva csíkos bűzösborz-hölgy (Wanda Sykes), egy álmeghalást profin űző, színészi vénával megáldott oposszumpapa, Ozzie (William Shatner) és lánya, Hanga (Avril Lavigne), valamint egy öttagú urzoncsalád. Mikor már éppen ennivaló után néznek, döbbenten felfedezik, hogy erdejük beszűkült, és egy félelmetes zöld fal magasodik a szélén. A sövényt elnevezik Pityunak, mert úgy nem olyan félelmetes számukra. Miután Verne fájdalmas felfedezőutat tesz a túloldalon emberek, kutyák és autók közt, eltökélik, hogy nem kelnek át többet.
Élelmük azonban alig maradt, és az őszig tartó időszakot gyűjtögetéssel kéne tölteniük. Ekkor toppan be az emberek világában járatos Stikli, aki határozottságával és a könnyen beszerezhető, finom táplálék lehetőségének felvillantásával nyomban átveszi az irányítást a folyton csak aggályoskodó Verne-től. A társaság hamarosan igen szemtelen lopkodásba kezd, hogy titokban Vince minden óhaja teljesülhessen, de közben Stiklit egyre jobban kínozza a lelkiismeret-furdalás, hogy ezzel kihasználja őket. Az étel határidőre ugyan összegyűlik, de a pozíciójára féltékeny és becsületes Verne közreműködésének köszönhetően, egy nagy robbanás kíséretében odavész az egész. A pótlásra nem marad sok idő, ráadásul a kiszemelt ház tulajdonosa nem más, mint a lakókörzet több mint öntudatos elnöke, aki egy ideje a leghatékonyabb – és az összes államban illegális, kivéve Texas – lézeres riasztó- és megsemmisítőberendezést – a "Prémek rémét" – szereltette fel kertjében, mindemellett az Ellenféreg nevű kártevőspecialista is a környéken járőrözik.
Még aznap éjjel Verne-nek és Stiklinek sikerül rendezniük nézeteltéréseiket, s ezáltal Verne is hajlandó lesz együttműködni a csapattal, hogy a tönkrement élelmet egy éjszaka alatt pótolják. Az elnökasszony házába való bejutás sikeres lesz, az étel is újra összegyűlik, de másnap reggel, mikor már éppen távoznának, Stiklin kívül mindenkit elkap az Ellenféreg. Stikli ígyhát leszállítja az éppen odaérkező Vincének a kiskocsis-hűtőtáskás-chipses rakományt, de miközben a medve a gerinctelenség előnyeit ecseteli számára, felülkerekedik benne a lelkiismeret, és – ismét az összegürcölt étel pusztulásával járó – mentőakciót indít. Ennek keretében a koffeinnel felturbózott, alapjáraton is félelmetesen pörgő Hami és Verne levehető páncélja segítségével végül Stikli is családtag lesz, a bűzösborz és az elnökasszony perzsamacskája összejönnek, és mind az elnökasszony, mind az Ellenféreg, mind pedig Vince megérdemelt büntetést kap: a medve a Sziklás-hegységbe kerül, az illegális berendezés miatt letartóztatják a nőt, a szintén letartóztatott Ellenférget pedig végül az elnökasszony szomszédjának játékmániás debil rottweilere veszi kezelésbe…
A vége-főcím után egy jelenetet látunk, amelyben Stikli immáron újdonsült családjával próbál ételt szerezni ugyanabból az automatából, amellyel egymaga is próbálkozott a film elején… több-kevesebb sikerrel.
|  | Itt a vége a cselekmény részletezésének! |

## Szereplők
| Szereplő                         | Eredeti hang        | Magyar hang      | Fajtája            |
| -------------------------------- | ------------------- | ---------------- | ------------------ |
| Stikli                           | Bruce Willis        | Czvetkó Sándor   | mosómedve          |
| Verne                            | Garry Shandling     | Csankó Zoltán    | teknős             |
| Hami                             | Steve Carell        | Kerekes József   | vörös mókus        |
| Ozzie                            | William Shatner     | Tahi Tóth László | oposszum           |
| Hanga                            | Avril Lavigne       | Gallusz Nikolett | oposszum           |
| Vince                            | Nick Nolte          | Ujlaki Dénes     | fekete medve       |
| Stella                           | Wanda Sykes         | Györgyi Anna     | csíkos bűzösborz   |
| Lou                              | Eugene Levy         | Rosta Sándor     | urzon              |
| Penny                            | Catherine O’Hara    | Zakariás Éva     | urzon              |
| Szurka                           | Shane Baumel        | Penke Bence      | urzon              |
| Böki                             | Sami Kirkpatrick    | Morvay Bence     | urzon              |
| Tüske                            | Madison Davenport   | Czető Ádám       | urzon              |
| Tigris                           | Omid Djalili        | Borbély László   | macska (perzsa)    |
| Nugent                           | Brian Stepanek      | Magyar Attila    | kutya (rottweiler) |
| Gladys Sharp, az elnökasszony    | Allison Janney      | Kovács Nóra      | ember              |
| Dwayne LaFontaine, az Ellenféreg | Thomas Haden Church | Hajdu István     | ember              |
| Mackenzie                        | Zoe Randol          | Kántor Kitty     | ember              |
| Shelby                           | Jessica Di Cicco    | Tamási Nikolett  | ember              |
| Debbie                           | Debra Wilson        | Román Judit      | ember              |
| Janis                            | Jeannie Elias       | Szegő Adrienn    | ember              |
| Timmy                            | Kejon Kesse         | Kardos Bence     | ember              |
| Skeeter                          | Paul Butcher        | Kilényi Márk     | ember              |
| Dr. Dennis                       | Joel McCrary        | Deme Gábor       | ember              |
| Grillező Barry                   | Sean Yazbeck        | Papucsek Vilmos  | ember              |
| Larry                            | Lee Bienstock       | Pethes Csaba     | ember              |
| Ranger                           | Geoffrey Pomeroy    | N/A              | ember              |
| Rendőrtiszt                      | Sean Bishop         | N/A              | ember              |
| Navistar GPS rendszer            | April Struebing     | Keönch Anna      | —                  |

## Fogadtatás
A kritikusok reakciója túlnyomórészt pozitív volt, a Rotten Tomatoes oldalán a film 75%-os értékelést kapott. Frank Lovece, a Film Journal International újságírója úgy találta, hogy a „a DreamWorks röhögősre vett animációs adaptációja a filozofikusan szatirikus képregényből… rengeteg nevetést tartogat és sokkal erősebb sztorival dicsekedhet, mint a legtöbb animációs film”. Ken Fox a TVGuide.comtól így beszélt a Túl a sövényen-ről: „egy ravasz szatíra az amerikai 'az elég sosem elég' fogyasztói magatartásról és a környezet károsításának vak folyamatáról. Nagyon vicces és a szereplőgárdát alkotó kis erdei állatkák csapata a gyerekeket is megnyerik.” Roger Ebert és Richard Roeper ún. „two thumbs up”-nak, vagyis lelkesen pozitívnak ítélték meg a filmet.

## Bevételek
| Hétvége | Bevétel (dollár) | Helyezés | Változás | Összbevétel (dollár) |
| ------- | ---------------- | -------- | -------- | -------------------- |
| 1       | 38 457 003       | 2        | -        | 38 457 003           |
| 2       | 27 063 774       | 3        | -29,6%   | 76 119 386           |
| 3       | 20 647 284       | 3        | -23,7%   | 112 357 940          |
| 4       | 10 221 499       | 6        | -50,5%   | 130 213 521          |
| 5       | 4 339 015        | 10       | -57,6%   | 139 047 483          |
| 6       | 2 889 574        | 11       | -33,4%   | 144 651 903          |
| 7       | 1 261 089        | 15       | -56,4%   | 147 699 423          |
| 8       | 650 268          | 16       | -48,4%   | 149 732 375          |
| 9       | 550 782          | 18       | -15,3%   | 150 898 980          |
| 10      | 361 802          | 21       | -34,3%   | 151 707 746          |
| 11      | 600 497          | 17       | +66%     | 152 543 839          |
| 12      | 430 761          | 23       | -28,3%%  | 153 426 211          |
| 13      | 329 235          | 28       | -23,6%%  | 154 042 122          |
| 14      | 267 095          | 28       | -18,9%%  | 154 482 036          |
| 15      | 172 121          | 36       | -35,6%%  | 154 767 362          |
| 16      | 142 614          | 41       | -17,1%%  | 154 966 834          |

| Terület       | Bevétel (dollár) | Eloszlás |
| ------------- | ---------------- | -------- |
| Észak-Amerika | 155 019 340      | 46,7%    |
| Többi ország  | 176 698 564      | 53,3%    |
| Összesen      | 331 717 904      | 100,0%   |

## Filmzene
|     | Cím                                            | Előadó                                    | Hossz |
| --- | ---------------------------------------------- | ----------------------------------------- | ----- |
| 1.  | Family of Me                                   | Ben Folds                                 | 1:28  |
| 2.  | RJ Enters the Cave                             | Rupert Gregson-Williams                   | 4:37  |
| 3.  | The Family Awakes                              | Rupert Gregson-Williams                   | 2:33  |
| 4.  | Heist                                          | Ben Folds                                 | 3:02  |
| 5.  | Lost in the Supermarket                        | Ben Folds                                 | 3:30  |
| 6.  | Let's Call It Steve                            | Rupert Gregson-Williams                   | 3:40  |
| 7.  | Hammy Time                                     | Rupert Gregson-Williams                   | 2:28  |
| 8.  | Still                                          | Ben Folds                                 | 2:38  |
| 9.  | Play?                                          | Rupert Gregson-Williams                   | 1:49  |
| 10. | Rockin' the Suburbs ('Over the Hedge' Version) | Ben Folds (William Shatner részvételével) | 4:57  |
| 11. | The Inside Heist                               | Rupert Gregson-Williams                   | 7:38  |
| 12. | RJ Rescues His Family                          | Rupert Gregson-Williams                   | 4:18  |
| 13. | Still (Reprise)                                | Ben Folds                                 | 6:07  |

## Érdekességek
- A filmet eredetileg 2005 novemberi bemutatóra szánták.
- Ben Folds átírta a végefőcímdal, a "Rockin' the Suburbs" szövegét, kicserélve a lázadó tinédzser és nu-metal paródiákat sokkalta gyermekbarátabbra. Ebben a változatban William Shatner hangját is hallhatjuk, aki Ozzie-t formálja meg.
- Ez az első DreamWorks animációs film, ami képregényen alapszik.
- Avril Lavigne első filmje, ahol nem saját magát alakítja.
- A film videójátékváltozata 2006. május 9-én jelent meg.
- Kezdetben Bill Murray és Jim Carrey is esélyes volt Stikli hangjának.
- A film mutat bizonyos hasonlóságokat Isao Takahata Pom Poko című filmjével. Azonban a Túl a sövényen nem mélyed bele a környezetvédelem és az antiurbanizáció kérdéskörébe, csupán az állatok ártalmatlan ételvadászatára fókuszál, a hasonlóságot meghagyva kontextusbelinek.
- Miközben Stikli a csatornák közt kapcsolgat az erdőben, a parodizált tévéműsorok között találjuk a Dr. Philt és az Összes gyermekemet.
- Az eredeti változatban Hami 'Steve'-nek nevezi el a sövényt. Hami hangját Steve Carell szolgáltatja.
- A szerelembolond házi macska, Tigris, Stella után kiáltja a nevét, mikor a borz elmegy tőle ("Stella!!"). Ez Tennessee Williams „A vágy villamosa” című darabjának paródiája, amiben Stanley ugyanilyen módon kiált felesége, Stella után.
- Az Auto Homicide 3 nevet viselő videójáték, amivel a kis urzonok játszanak, a Grand Theft Auto-sorozat kifigurázása. A PSP-re emlékeztető kézi egységgel irányítják.
- Abban a jelenetben, ahol Ozzie halottnak tetteti magát, megszagol egy rózsabokrot, és azt motyogja, „Rózsabimbó”. Ez egy utalás az Aranypolgárra, amiben Charles Foster Kane ugyanezt a szót mondja halála előtt.
- Verne-nek a páncéljában rövid farkincája van, ám mikor nincs rajta, az emberihez hasonló feneke van. Ez a következetlenség szükséges volt két, a hátsójával kapcsolatos képi geg és egy, a farkára utaló párbeszéd miatt.
- Hami kétszer is kétértelmű célozgatást tesz, mikor azt mondja: „Nem láttátok a mogyoróimat?”, illetve „Megvannak a mogyoróim!”.
- Az egyik kis tarajos sült játszó Sami Kirkpatrick az egyik rendező, Karey Kirkpatrick gyermeke.
- Míg Verne szerepel a filmben, Velma és Plushie, a képregény másik két teknőse nem tűnik fel benne.
- Mikor Vincét végül elfogják, ugyanúgy ártalmatlanítják, mint Hannibal Lectert A bárányok hallgatnakban.
- Ez az első DreamWorks-film, amit a Paramount Pictures forgalmaz, mivel utóbbi 2005-ben felvásárolta az 1998-ban debütált céget. Az utolsó DreamWorks-film, amit maguk forgalmaztak, a Micsoda srác ez a lány volt.

## Díjak és jelölések
- Annie Awards
  - díj: legjobb rendezés, animációs film (Tim Johnson, Karey Kirkpatrick)
  - díj: legjobb storyboarding, animációs film
- Indianapolis International Film Festival
  - díj: legjobb családi film